# Ким Сонъён (дзюдоистка, 1979)
Ким Сонъён (кор. 김선영; 23 февраля 1979) — корейская дзюдоистка тяжёлой весовой категории, выступала за сборную Южной Кореи в середине 1990-х — начале 2000-х годов. Бронзовая призёрша летних Олимпийских игр в Сиднее, бронзовая и трижды серебряная призёрша чемпионатов Азии, победительница многих турниров национального и международного значения.

## Биография
Ким Сонъён родилась 23 февраля 1979 года. Впервые заявила о себе в сезоне 1995 года на открытом чемпионате Соединённых Штатов в Джорджии, где стала бронзовой призёршей в тяжёлом весе и победительницей в абсолютной весовой категории. Первого серьёзного успеха на взрослом международном уровне добилась в 1996 году, когда попала в основной состав корейской национальной сборной и побывала на чемпионате Азии в Хошимине, откуда привезла награду бронзового достоинства, выигранную в абсолютной весовой категории.
В 1999 году в тяжёлой и абсолютной весовых категориях Ким выиграла две серебряные медали на азиатском первенстве в китайском Вэньчжоу — в обоих случаях в финале потерпела поражение от китаянки Чжан Цинли. Сезон 2000 года получился одним из самых успешных в её спортивной карьере, она заняла пятое место на этапе Кубка мира в Париже, получила серебро на гран-при Австрии в Леондинге, стала седьмой на международном мастерском турнире в Мюнхене, взяла бронзу на международном турнире в Фукуоке и завоевала серебряную медаль на чемпионате Азии в Осаке, где проиграла только будущей олимпийской чемпионке из КНР Тун Вэнь. Благодаря череде удачных выступлений удостоилась права защищать честь страны на летних Олимпийских играх в Сиднее — тем не менее, в первом же поединке  проиграла кубинке Дайме Бельтран, которая в итоге стала серебряной призёршей этой Олимпиады. В утешительных поединках за третье место взяла верх над всеми четырьмя соперницами, в том числе над россиянкой Ириной Родиной и немкой Сандрой Кёппен в полуфинале и финале соответственно, получив таким образом бронзовую олимпийскую медаль.
После Олимпиады в США Ким Сонъён ещё в течение некоторого времени оставалась в основном составе дзюдоистской команды Южной Кореи и продолжала принимать участие в крупнейших международных турнирах. Так, в 2001 году она добавила в послужной список бронзовые медали, выигранные на этапе Кубка мира в Будапеште и на гран-при Севильи, заняла седьмое место на мастерском турнире в Мюнхене, получила серебряную медаль на открытом чемпионате Кореи в Чеджу. Вскоре по окончании этих соревнований приняла решение завершить карьеру профессиональной спортсменки, уступив место в сборной молодым корейским дзюдоисткам.